# 両親媒性分子
両親媒性分子（りょうしんばいせいぶんし、amphiphilic molecule）は1つの分子内に水（水相）になじむ「親水基」と油（有機相）になじむ「親油基」（疎水基）の両方を持つ分子の総称。界面活性剤などのほか、リン脂質などの生体内分子や両親媒性高分子などがある。
水中で凝集してミセルや脂質二重層に代表される二重層膜を形成する。また、水相と有機相の界面に吸着して表面張力を下げ、ミセルを形成して一様に混合させ、エマルションを形成することで、界面活性剤として機能する。

## 生体内における両親媒性分子の働き
生体膜の主成分はリン脂質であるが、リン脂質の両親媒性は、生体膜をつくることを可能にしている。両親媒性によってリン脂質が二重層膜を形成することにより、成分の異なる水溶液を疎水性の領域によって内と外に区切るという役割を果たす。
リン脂質の他にも生体内には両親媒性を持った分子が存在する。例えば、コレステロールや糖脂質である。これらの両親媒性物質は脂質二重膜とはまた別の物理的・生物学的役割を持っている。
このような物質は、その疎水基部分が膜の内側に挿入されることで生体膜に対する強い相互作用を発揮する。一方で、水溶液環境に飛び出せば別の働きをすることもあれば、時には壊れることもある。

## Langmuir膜とLangmuir-Blodgett膜
清浄な水面に両親媒性分子を静かに少量滴下すると、水と空気の界面に一分子一層からなる膜が形成される。これをLangmuir膜（またはL膜、水面上単分子膜、Langmuir monolayer）と言う。L膜表面を部分的に加圧することにより、膜の表面圧が増加し、ある圧で相転移のような現象が見られる。このことは、L膜が二次元に展開された物質でありながら、三次元物質の三態のような性質を持つことを示す。
加圧され、固体のようになったL膜表面を、ガラスその他の親水表面または疎水表面をもった基盤が通過すると、L膜を形成している分子がそれぞれ対応する親水基または疎水基を基盤に向けて1層累積される。これを繰り返すことにより、整然と累積された膜を基盤上に形成することができる。このように形成された膜をLangmuir-Blodgett膜（LB膜、en:Langmuir-Blodgett film）という。
LB膜は堆積方法によってX型、Y型、Z型の3種類に分類され、それぞれ、両親媒性分子が基板に垂直に配向した分子集合体で、人工光合成や高密度情報メモリなどに応用できる可能性を秘めていて、単一分子の物性に関する研究や分子エレクトロニクスの研究に用いられる。
細胞膜は両親媒性の脂質二重層で構成されていてLB膜を用いて擬似生体膜を作ることが可能で更にその擬似生体膜を用いて、バイオセンサーへの応用も行われていてセンサチップの表面に糖脂質の膜を形成し、レクチンとの相互作用を表面プラズモン共鳴で測定する。